# Le Coffret de Tolède

Le Coffret de Tolède est un film muet français réalisé par Louis Feuillade et sorti en 1914.

## Fiche technique
- Réalisation et dialogues : Louis Feuillade
- Société de production : Société des Etablissements L. Gaumont
- Pays de production : France
- Format : Muet  - Noir et blanc - 1,33:1 - 35 mm
- Métrage : 604 m
- Date de sortie : 
  - France : août 1914

## Distribution
- Renée Carl
- Fernand Herrmann
- Suzanne Le Bret
- Louis Leubas
- Laurent Morléas
- René Navarre
- Edmond Bréon